# Eugène Pinault
Pour les articles homonymes, voir Pinault.
Eugène Marie Pinault, né le 10 mai 1834 à Rennes  et mort le 19 mai 1913 dans la même ville, est un homme politique français. Il est député de 1876 à 1889, maire de Rennes de 1900 à 1908 et sénateur d‘Ille-et-Vilaine de 1901 à sa mort.

## Biographie
Il est le fils de Jean Marie Joseph Thomas Pinault, docteur en médecine, et de Désirée Jeanne Marie Brisou.
Eugène Pinault suit des études de droit et obtient une licence puis prend la direction d’une tannerie rennaise.
Élu député d'Ille-et-Vilaine en 1876, il est un des signataires du manifeste des 363, en mai 1877. Il est réélu en octobre 1877, en 1881 et 1885.
Il est élu sénateur d'Ille-et-Vilaine en octobre 1901 à la suite de la mort le 3 août 1901 de Louis Grivart, ancien ministre, sénateur depuis 1893.
À la mort du cardinal Guillaume-Marie-Joseph Labouré, décédé à Rennes le 21 avril 1906, des obsèques sont célébrées à la cathédrale Saint-Pierre de Rennes le 26 avril, donnant lieu à un important cortège qui traverse le centre-ville : malgré la récente loi de séparation des Églises et de l'État, la municipalité de Rennes y assiste de façon officielle. Il est enterré au cimetière du Nord à Rennes.

## Mandats électoraux
Sénateur
- 27 octobre 1901 - 7 janvier 1906 : sénateur d‘Ille-et-Vilaine
- 7 janvier 1906 - 19 mai 1913 : sénateur d‘Ille-et-Vilaine

Député
- 5 mars 1876 - 14 octobre 1877 : député de l‘arrondissement de Montfort-sur-Meu (Ille-et-Vilaine)
- 14 octobre 1877 - 21 août 1881 : député de l‘arrondissement de Montfort-sur-Meu
- 21 août 1881 - 4 octobre 1885 : député de l‘arrondissement de Montfort-sur-Meu
- 4 octobre 1885 - 6 octobre 1889: député d’Ille-et-Vilaine

Conseiller général
- 1859 - ? : membre du conseil général d'Ille-et-Vilaine (élu dans le canton de Rennes-Nord-Ouest puis dans le canton de Bécherel)[4]

Conseiller municipal
- ? - 1900 : conseiller municipal de Rennes
- 1900 - 1904 : maire de Rennes
- 1904 - 12 mai 1908 : maire de Rennes

## Hommages et distinctions
- Officier de la Légion d'honneur
- Chevalier de l'Ordre royal de l'Étoile polaire (Suède)[4].

## Sources
- « Eugène Pinault », dans Adolphe Robert et Gaston Cougny, Dictionnaire des parlementaires français, Edgar Bourloton, 1889-1891 [détail de l’édition]
- « Eugène Pinault », dans le Dictionnaire des parlementaires français (1889-1940), sous la direction de Jean Jolly, PUF, 1960 [détail de l’édition]